# Gäddtjärnen (Hällefors socken, Västmanland)
Gäddtjärnen är en sjö i Hällefors kommun i Västmanland och ingår i Göta älvs huvudavrinningsområde.